# Saint-Juvat
Saint-Juvat är en kommun i departementet Côtes-d'Armor i regionen Bretagne i nordvästra Frankrike. Kommunen ligger i kantonen Évran som tillhör arrondissementet Dinan. År 2022 hade Saint-Juvat 649 invånare.

## Befolkningsutveckling
Antalet invånare i kommunen Saint-Juvat
Referens:INSEE